# フランシス・フォード
フランシス・フォード（Francis Ford, 1881年8月14日 - 1953年9月5日）は、アメリカ合衆国の俳優、映画監督、脚本家、映画プロデューサーである。映画監督ジョン・フォードの兄である。

## 人物・来歴
1881年8月14日、アメリカ合衆国メイン州ポートランドに生まれる。
エルシー・ヴァン・ネームと結婚、1900年（明治33年）10月16日には長男のフィリップ・フォードが生まれている。
1907年（明治40年）、映画界に入る。トーマス・エジソン、ジョルジュ・メリエスの映画に出演する。
1912年（明治45年）、主演作 The Post Telegrapher をトマス・H・インスと共同で演出して映画監督に進出する。1928年（昭和3年）の『猛犬大奮迅』まで175作を監督して、以降は俳優に専念する。 
1934年（昭和9年）11月4日、エルシー・ヴァン・ネームと死別、翌1935年（昭和10年）、メアリー・アームストロングと再婚した。
1953年（昭和28年）9月5日、カリフォルニア州ロサンゼルスで死去した。満72歳没。

## おもなフィルモグラフィ
特筆がないものは出演である。
- The Immortal Alamo : 監督ガストン・メリエス、1911年
- 『鬨の声』 The Deserter : 監督トマス・H・インス、1912年
- Custer's Last Fight : 主演グレイス・キューナード、1912年 - 監督・主演
- 『國寶』 Lucille Love, Girl of Mystery : 主演グレイス・キューナード、1914年 - 監督・主演
- 『二十年の恨』 A Study in Scarlet : 主演グレイス・キューナード、1914年 - 監督・主演
- 『名金』 The Broken Coin : 主演グレイス・キューナード、1915年 - 監督・主演
- 『名月』 The Campbells Are Coming : 主演グレイス・キューナード、1915年 - 監督・主演
- 『獣魂』 The Adventures of Peg o' the Ring : 主演グレイス・キューナード、1916年 - ジャック・ジャッカードと共同で監督
- 『紫の覆面』 The Purple Mask : 1915年 - グレイス・キューナードと共同で監督・主演
- 『颱風』 The Tornado : 監督ジョン・フォード、1917年
- 『悲しき人々』 John Ermine of Yellowstone : 共演メイ・ガストン、1917年 - 監督・主演
- 『幽霊船』 The Mystery Ship : 監督ハリー・ハーヴェイ / ヘンリー・マックレイ、1917年
- 『切望』 The Craving : 共演メイ・ガストン、1918年 - ジョン・フォードと共同で監督・主演
- 『沈黙の秘密』 The Silent Mystery : 共演メイ・ガストン、1918年 - 監督・主演
- 『13の秘密』 The Mystery of 13 : 共演ローズマリー・セビー、1919年 - 監督・主演
- 『珊瑚島』 Crimson Shoals : 共演エドナ・エマーソン、1919年 - 監督・主演
- 『爆弾ジャック』 Thunderbolt Jack : 主演ジャック・ホクシー、1920年 - マードック・マックァリーと共同で監督
- 『旋風児』 Cyclone Bliss : 主演ジャック・ホクシー、1921年 - 監督
- 『的の栄冠』 The Great Reward : 共演エラ・ホール、1921年 - 監督・主演
- 『雷電児』 Action : 監督ジョン・フォード、1921年
- 『鉄蹄の轟き』 Thundering Hoofs : 主演ペギー・オデイ、1922年 - 監督・主演
- 『不敵の女騎手』 They're Off : 主演ペギー・オデイ、1922年 - 監督・主演
- 『暴風の一夜』 Storm Girl : 主演ペギー・オデイ、1922年 - 監督・主演
- 『村の鍛冶屋』 The Village Blacksmith : 監督、1922年
- Three Jumps Ahead : 監督ジョン・フォード、1923年
- 『絶海の狼』 The Fighting Skipper : 主演ペギー・オデイ、1923年 - 監督
- 『オーロラの彼方へ』 Hearts of Oak : 監督ジョン・フォード、1924年
- 『市俄古キッド』 Soft Shoes : 監督ロイド・イングレアム、1925年
- 『絶海の危難』 Perils of the Wild : 主演ジョー・ボノーモ、1925年 - 監督
- 『雪辱の大快戦』 The Fighting Heart : 監督ジョン・フォード、1925年
- 『黄金の魔神』 The Winking Idol : 主演ウィリアム・デズモンド、1926年 - 監督
- Officer 444 : 監督ジョン・フォード / ベン・F・ウィルソン、1926年
- Upstream : 監督ジョン・フォード、1927年
- 『狼の追跡』 Wolf's Trail : 主演エドマンド・コッブ、1927年 - 監督
- 『猛犬大奮迅』 Call of the Heart : 1928年 - 監督
- 『黄金の世界』 The Trail of '98 : 監督クラレンス・ブラウン、1928年
- 『黒時計連隊』 The Black Watch : 監督ジョン・フォード、1929年
- The Jade Box : 監督レイ・テイラー、1930年
- 『フランケンシュタイン』 Frankenstein : 監督ジェイムズ・ホエール、1931年
- Heroes of the West : 監督レイ・テイラー、1932年
- The Lost Special : 監督ヘンリー・マックレイ、1932年
- 『南方の騎士』 The Man from Monterey : 監督ジョン・フォード、1933年
- 『戦争と母性』 Pilgrimage : 監督ジョン・フォード、1933年
- 『羅馬太平記』 Roman Scandals : 監督フランク・タトル、1933年
- 『プリースト判事』 Judge Priest : 監督ジョン・フォード、1934年
- 『男の敵』 The Informer : 監督ジョン・フォード、1935年
- 『周遊する蒸気船』 Steamboat Round the Bend : 監督ジョン・フォード、1935年
- 『虎鮫島脱獄』 The Prisoner of Shark Island : 監督ジョン・フォード、1936年
- 『曲馬団殺人事件』 Charlie Chan at the Circus : 監督ハリー・ラクマン、1936年
- 『ポルカの歌姫』 The Girl of the Golden West : 監督：ロバート・Z・レナード、1938年
- 『モホークの太鼓』 Drums Along the Mohawk : 監督ジョン・フォード、1939年
- 『牛泥棒』 The Ox-Bow Incident : 監督ウィリアム・A・ウェルマン、1943年
- 『ステート・フェア』 State Fair : 監督ウォルター・ラング、1945年
- 『荒野の決闘』My Darling Clementine：監督ジョン・フォード、1946年
- 『静かなる男』 The Quiet Man : 監督ジョン・フォード、1952年
- 『太陽は光り輝く』 The Sun Shines Bright : 監督ジョン・フォード、1953年

## 関連事項
- フィリップ・フォード （en:Philip Ford）